# Dicrostonyx hudsonius
Pour les articles homonymes, voir Lemming.
Espèce
Statut de conservation UICN

 LC  : Préoccupation mineure
Répartition géographique
Dicrostonyx hudsonius, le Lemming d'Ungava, ou Lemming à collerette du Labrador est une espèce de lemmings, des rongeurs de la famille des Cricétidés. L'espèce se rencontre dans le nord de la Péninsule du Labrador.  Des vestiges de la fin de la dernière période glaciaire ont démontré que ce lemming a déjà habité le sud du Québec.  Cette espèce est considérée par certains spécialistes comme une sous-espèce du Lemming variable.